# Donzella en perill

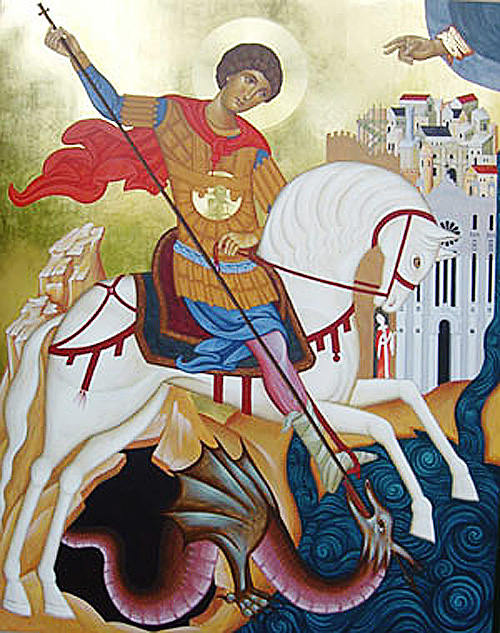
En la popular Llegenda de Sant Jordi, aquest ha de matar un drac per rescatar la princesa Cleodolinda.

La donzella en perill és un arquetip de dona en la ficció on el personatge femení actua com a motor de les aventures de l'heroi, el qual l'ha de rescatar o defensar per aconseguir la seva llibertat o el seu amor. És doncs, un personatge passiu, que serveix per induir a l'acció al protagonista de la història i definir el seu rol enfront l'antagonista, qui causa els problemes a la noia. L'estereotip pot funcionar de forma paròdica, especialment als relats contemporanis.
La donzella en perill ha estat criticada pel feminisme com un clixé negatiu, ja que mostra a la dona com a incapaç de resoldre els seus propis problemes, per la qual cosa algunes obres reivindiquen de manera explícita el seu trencament.

## Princeses i monstres

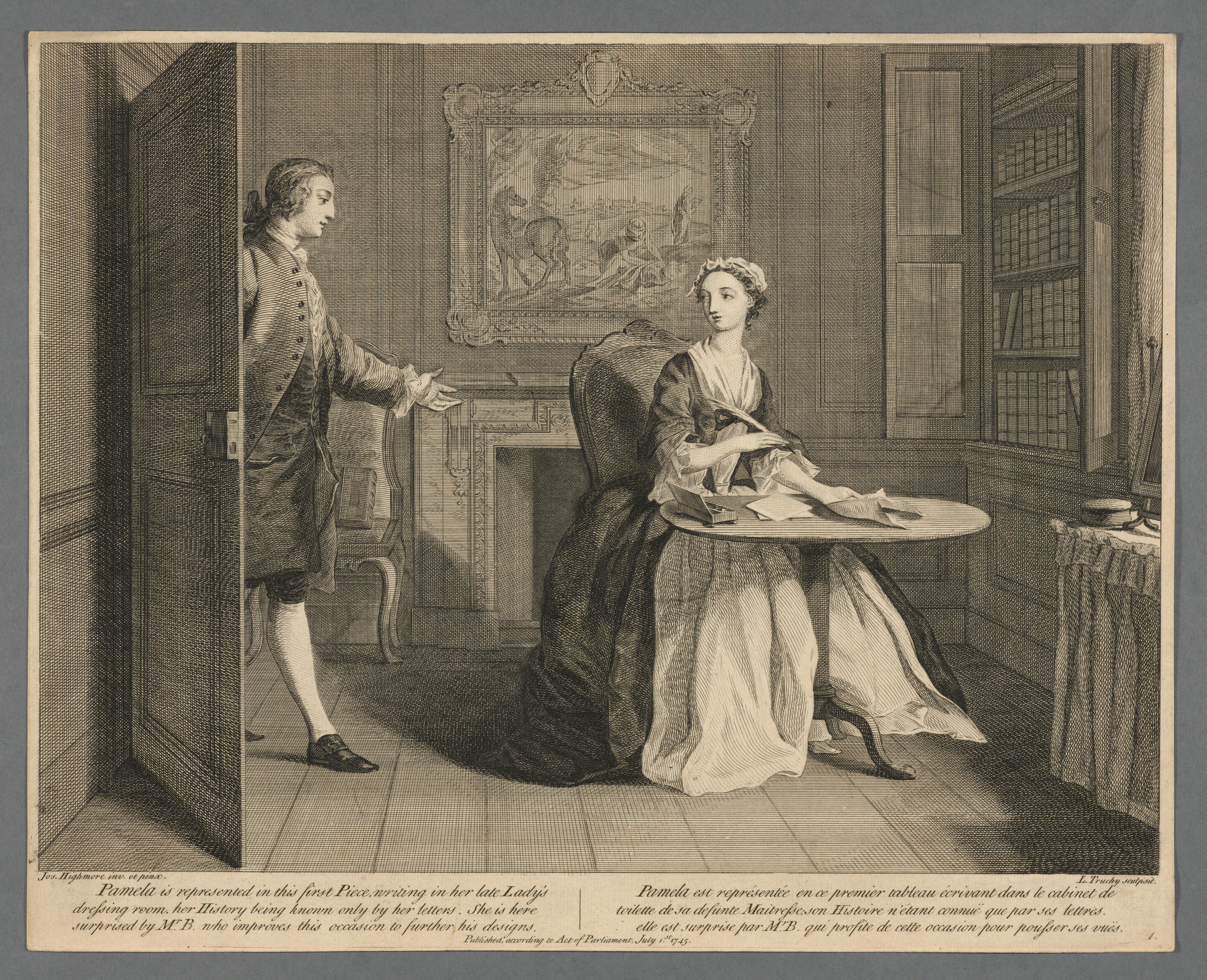
Il·lustració de Pamela or virtue rewarded, de Richardson

El personatge pot adoptar diverses variants, essent una de les més coneguda la de princesa segrestada per un monstre a qui l'heroi ha d'alliberar. El precedent mitològic és Andròmeda, que va prefigurar els trets de nombroses llegendes, entre elles la de Sant Jordi, on s'havia de sacrificar una princesa o noia verge per aplacar la ira d'un ésser monstruós (sovint un drac) a canvi d'obtenir la pau de la comunitat. L'abundància d'aquestes històries arreu del món les han fet aparèixer com un tipus amb entitat pròpia dins la Classificació Aarne-Thompson (concretament el 300).
La relació entre aquest monstre i la dona és ambigua, pot tractar-se d'un simple carceller o tenir connotacions sexuals (veritables o falses, com les que causen el conflicte entre la parella reial del Ramayana), suggerides a determinats contes de fades com La bella i la bèstia.
Aquest rerefons eròtic va donar lloc a un subgènere romàntic, on la dona té com a amenaça perdre la virginitat a mans d'un seductor o un aprofitat, del qual s'ha de defensar amb la seva virtut o amb ajuda de l'heroi, d'intencions menys carnals. Exemples en serien les obres de Samuel Richardson.

## Dames presoneres

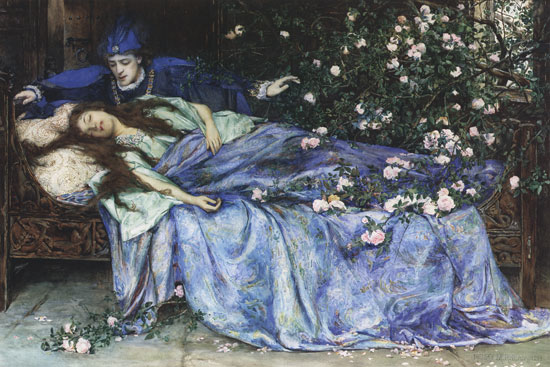
Donzella dormint

A vegades la dona no està en aquell moment en poder de cap monstre o antagonista, però no pot ser lliure o pateix un encanteri, com La bella dorment, que només pot despertar amb un petó d'amor d'un príncep que venci per ella tots els perills. Aquestes proves d'amor van influir en l'amor cortès, on la dama estava metafòricament presonera d'un marit o gilós, del qual no podia escapar però sí que podia concedir els seus favors al trobador o cavaller que en demostrés ser mereixedor. Les proves que posen els reis als pretendents en molts contes tenen aquest origen.
Sovint la dona és feta presonera per atreure el protagonista cap a un perill, com a part de l'estratègia del dolent, especialment a obres contemporànies com pel·lícules d'acció, còmics o dibuixos animats; fins i tot els videojocs continuen amb aquesta visió, tal com es pot comprovar a la saga de Mario.